# Lauchernalp
Lauchernalp est une station de ski, située dans la vallée du Lötschental sur le territoire de la commune de Wiler dans le canton du Valais, en Suisse.

## Domaine skiable
Le domaine skiable est l'un des plus rapides d'accès dans le canton du Valais pour les touristes en provenance de la Suisse alémanique, du fait de sa proximité avec le tunnel du Lötschberg. Il est accessible depuis Wiler en vallée, à l'aide d'un téléphérique de 100 places partant depuis un vaste parking payant à l'entrée du village. La gare d'arrivée est située au hameau clairsemé de maisons de la Lauchernalp, à 1 968 m d'altitude. De là part le domaine skiable principal. Une piste bleue de près de 5 km de long permet le retour en vallée skis aux pieds, quand le niveau d'enneigement naturel le permet. Il s'agit d'une route enneigée qui sillonne d'abord dans le hameau, avant de s'éloigner du domaine skiable. L'arrivée s'effectue à l'autre extrémité du village de Wiler, imposant une dizaine de minutes de marche à pied pour rejoindre le parking et le téléphérique.
Le domaine skiable est constitué de quelques courtes pistes pour débutants au niveau du hameau, desservies par un télésiège 2 places particulièrement lent, ainsi que par un téléski. Il est prévu de remplacer ces deux installations par un télésiège 6-places pendant l'été 2017. Du lieu-dit Stafel (2 100 m) sur les hauteurs du hameau, part l'une des deux remontées mécaniques principales du domaine, un télésiège 3-places débrayable en direction de Gandegg (2 720 m). Un télécabine doté de cabines 15 places, construit en 2003, rejoint le glacier Milibachgletscher au niveau du Hockenhorngrat - à la frontière des cantons du Valais et de Berne - pour offrir un dénivelé supplémentaire relativement limité. Le Hockenhorn (3 293 m) domine le domaine skiable. Les pistes du domaine d'altitude sont relativement larges et longues, avec aussi de nombreuses possibilités de ski hors-piste. Elles offrent une belle vue dégagée sur les montagnes environnantes, notamment le Cervin, le Dom des Mischabel, le Bietschhorn et autres sommets avoisinant les 4 000 m d'altitude.
La saison hivernale commence généralement à la mi-décembre, et se termine à la mi-avril. La station coopère avec ses stations voisines à travers les offres forfaitaires communes Valais SkiCard et Oberwalliser Skipass.
Il est possible de pratiquer le ski de fond entre 1 600 et 1 800 m d'altitude. Deux km de pistes y sont éclairables pour la pratique nocturne.
Selon la communication de la station, le plus haut sentier de randonnée hivernale d'Europe y est aménagé au-delà de 3 000 m d'altitude. Au total 50 km de sentiers dédiés y sont aménagés.